# دالي أ. كيمبل
دالي أ. كيمبل (بالإنجليزية: Dale A. Kimball)‏ هو قاضي وقسيس ومحامي أمريكي، ولد في 28 نوفمبر 1939 في بروفو في الولايات المتحدة.